# Alokeranjan Dasgupta
Alokeranjan Dasgupta (* 6. Oktober 1933 in Kalkutta; † 17. November 2020 in Leutershausen an der Bergstraße) war ein indischer Dichter und Literaturwissenschaftler. Er gilt als einer der bedeutendsten Lyriker der bengalischen Sprache. Neben zahlreichen Gedichtbänden veröffentlichte er literaturwissenschaftliche Abhandlungen und übersetzte Werke deutschsprachiger Autoren ins Bengalische sowie Werke bengalischer Dichter ins Deutsche.

## Leben
Alokeranjan Dasgupta besuchte die von Rabindranath Tagore gegründete Visva-Bharati University in Shantiniketan. Danach studierte er am St. Xavier’s College und Presidency College in Kalkutta und an der University of Calcutta. Ab 1957 lehrte er Vergleichende Literaturwissenschaften und Bengalistik an der Jadavpur University in Kalkutta. 1971 erhielt er ein Stipendium der Alexander-von-Humboldt-Stiftung und lehrte anschließend bis 1994 als Gastprofessor am Südasien-Institut der Universität Heidelberg.

## Literarisches Schaffen
Bekannt wurde Alokeranjan Dasgupta durch den Gedichtband Joubanbaul (Wandersänger der Jugend), der 1959 erschien. Es folgten danach mehr als 30 weitere auf Bengali verfasste Lyrikbände. Dasgupta hat die moderne bengalische Lyrik entscheidend geprägt. In seinen Gedichten verbindet er Irdisches und Transzendentes, Persönliches und Politisches, Prosaisches und Poetisches. Durch originelle Wortneuschöpfungen, überraschende Reime und semantische Verknüpfungen hat er der bengalischen Sprache neue Ausdrucksmöglichkeiten eröffnet und die indische Gegenwartsliteratur wesentlich bereichert.

## Publikationen in deutscher Sprache
- 1994 Der König und der Barde. Literarische Begegnungen mit Indien. Weber & Zucht, Kassel.
- 1999 Die mystische Säge. Gedichte aus dem Bengalischen von Hans Harder. Bonner Siva Series, Bonn.
- 2008 Goethe und Tagore. Eine vergleichende Studie. Draupadi, Heidelberg.
- 2011 Mein Tagore. Eine Annäherung an den indischen Dichter Rabindranath Tagore. Draupadi, Heidelberg.
- 2013 Am Ort des Schreibens. Gedichte. Aus dem Bengalischen von Margit Urhahn. Draupadi, Heidelberg, ISBN 9783937603759.

## Auszeichnungen
- 1985 Goethe-Medaille des Goethe-Instituts, München.
- 1985 Ananda Award, Kalkutta.
- 1987 Tagore-Preis der Deutsch-Indischen Gesellschaft, Stuttgart.
- 1991 Shiromoni Award, Kalkutta.
- 1992 Sahitya Akademi Award, Neu-Delhi.
- 2004 Tagore-Literaturpreis der westbengalischen Regierung, Kalkutta.
- 2005 Pravasi Bharatiya Samman, Indien.[12]